# Albert Griffiths
Pour les articles homonymes, voir Young Griffo et Griffiths.
Albert Griffiths est un chanteur jamaïcain de reggae né le 1er janvier 1946 dans la paroisse de Saint Elizabeth en Jamaïque et mort le 15 décembre 2020.

## Biographie
Il est en contact très tôt avec la musique et apprend le banjo. À l’âge de 14 ans, il se retrouve dans le ghetto de Trenchtown à Kingston. Il apprend la maçonnerie et commence à chercher du travail en ville. Albert Griffiths rencontre David Webber, ils tentent quelques auditions sans succès. Il reprend son activité de maçon et travaille sur les chantiers. Il y rencontre notamment le contremaître Leonard Dillon (leader des Ethiopians) et Leebert Robinson qui va se lancer, pour eux, dans les activités musicales et organiser une session à Studio One. De cette séance sortira le 45 t des Ethiopians Train to Skaville avec, en face B You are the Girl crédité à Al & The Ethiopians. Nous sommes alors en 1967. En 1968, Errol Grandison se joint au projet, le groupe devient un trio auquel Albert, le leader, doit trouver un nom. Un ami lui confie que s'il était artiste, il appellerait son groupe The Gladiators. L'idée enchante Albert qui adopte définitivement ce nom.
Tout comme son collègue des Gladiators Clinton Fearon, il enregistre parfois en solo dans les années 1970, par exemple la reprise de Stand by Me (sous le nom Al Griffiths).
Après l'album Father & Sons de 2004 où il partage le micro avec son fils Al Griffiths, Albert Griffiths prend sa retraite en Jamaïque, affaibli par des problèmes de santé.

## Discographie

### Solo

#### Albums
- 1985 - Country Living
- 1987 - In Store For You
- 1989 - On The Right Track
- 1991 - Valley Of Decision
- 1996 - The Cash

#### Single
- 1969 - Mr Sweet (face b : Roy Richards - Soul Eruption)
- 1974 - Stand By Me
- 1974 - Serious Thing
- 1974 - Watch Out
- 1976 - Righteous Man